# شهرستان اسن‌قلی
شهرستان اسن‌قلی (به ترکمنی: Esenguly etraby، اسن‌قوُلیٛ اطرابیٛ) یک شهرستان در ترکمنستان است که در استان بلخان واقع شده‌است.
سابقا، تا پیش از سال ۱۹۹۳، شهرستان حسن‌قلی (به ترکمنی: Hasanguly etraby، حسن‌قوُلیٛ اطرابیٛ) نام این شهرستان بود.

## تقسیمات اداری
شهرستان اسن‌قلی شامل یک شهر، دو شهرک، و پنج شورای روستایی می‌باشد.
- شهرها (şäherler / شأهرلر)
  - اسن‌قلی  (Esenguly / اسن‌قوُلیٛ)
    - سابقا موسوم به حسن‌قلی‌ (Hasanguly / حسن‌قوُلیٛ)

- شهرک‌ها (şäherçeler / شأهرچه‌لر)
  - اَکَرَم (Ekerem / اِکِرِم)
    - شامل قامشلی‌جه (Gamyşlyja / قامیٛشلیٛ‌جا)

  - قره‌تپه (Garadepe / قارادپه)

- شوراهای روستایی (oba geňeşlikleri / اوْبا گنگشلیکلری)
  - آجی‌یاپ (Ajyýap / آجیٛ‌یاپ)
    - آجی‌یاپ (Ajyýap / آجیٛ‌یاپ)

  - بوغدای‌لی (Bugdaýly / بوُغدای‌لیٛ)
    - ارون‌چگه (Orunçäge / اوْروُن‌چأگه)
    - آلانغیرت‌لی (Alaňňyrtly / آلانگّیٛرت‌لیٛ)
    - ‌اینگدارلان  (Yňdarlan / ایٛنگدارلان)
    - بال‌قویی (Balguýy / بال‌قوُییٛ)
    - بوغدای‌لی (Bugdaýly / بوُغدای‌لیٛ)
    - ‌ شاهمان (Şahman / شاهمان)
    - گوگرن‌داغ (Gögerendag / گؤگرن‌داغ)

  - چال‌اوییق (Çaloýyk / چال‌اوْییٛق)
    - چال‌اوییق (Çaloýyk / چال‌اوْییٛق)

  - چکیش‌لر (Çekişler / چکیش‌لر)
    - بازارلی (Bazarly / بازارلیٛ)
    - چکیش‌لر (Çekişler / چکیش‌لر)